# Rufino Tamayo
Rufino Tamayo, född 25 augusti 1899 i Oaxaca de Juarez i Mexiko, död 24 juni 1991 i Mexiko City, var en mexikansk målare och grafiker.

## Biografi
Efter föräldrarnas död flyttade Tamayo till Mexico City för att leva med sin faster. Där ägnade han sig åt att arbeta i familjens små företag. Efter en tid skrev Tamayos faster 1917 in honom vid Escuela Nacional de Artes Plasticas i San Carlos för att studera konst. Som student, experimenterade han med och påverkades av kubismen, impressionismen och Fauvism, bland andra populära konströrelser för tiden, men med en distinkt mexikanska känsla. Fastän Tamayo studerade teckning vid konst vid Academy of Art i San Carlos som en ung vuxen, var han otillfredsställd och bestämde sig slutligen för att studera på egen hand. Det var då han 1921 började arbeta för José Vasconcelos vid Institution for Ethnografic Drawings. Han blev sedermera chef för avdelningen, tillsatt av Vasconcelos.
Efter mexikanska revolutionen ägnade sig Tamayo åt att skapa en tydlig identitet i sitt arbete. Han uttryckte vad han såg som det traditionella Mexiko och undvek den öppna politiska konsten av sådana samtida som José Clemente Orozco, Diego Rivera, Oswaldo Guayasamín och David Alfaro Siqueiros. Han höll inte med dessa muralisters övertygelse om att revolutionen var nödvändig för framtiden för Mexiko, utan ansåg i stället att den kunde skada Mexiko.
Tamayos arv till konsthistorien ligger i hans skapande av originella grafiska blad där han odlade varje teknik. Hans grafiska verk, producerade mellan 1925 och 1991, innehåller träsnitt, litografier, etsningar och "Mixografia"-utskrifter. Med hjälp av den mexikanske målaren och ingenjören Luis Remba utökade Tamayo de tekniska och estetiska möjligheterna grafiskt genom att utveckla ett nytt medium som de heter Mixografia. Denna teknik är en unik konsttryckprocess som gör det möjligt för framställning av utskrifter med tredimensionell struktur.
År 1948 hade Tamayo sin första stora utställning på Palacio de Bellas Artes i Mexico City. Även om hans ståndpunkter förblev kontroversiella, var hans popularitet stor. Obekväm med de fortsatta politiska kontroverserna, flyttade dock Tamayo och hans hustru Olga till Paris 1949, där de förblev under det kommande årtiondet.

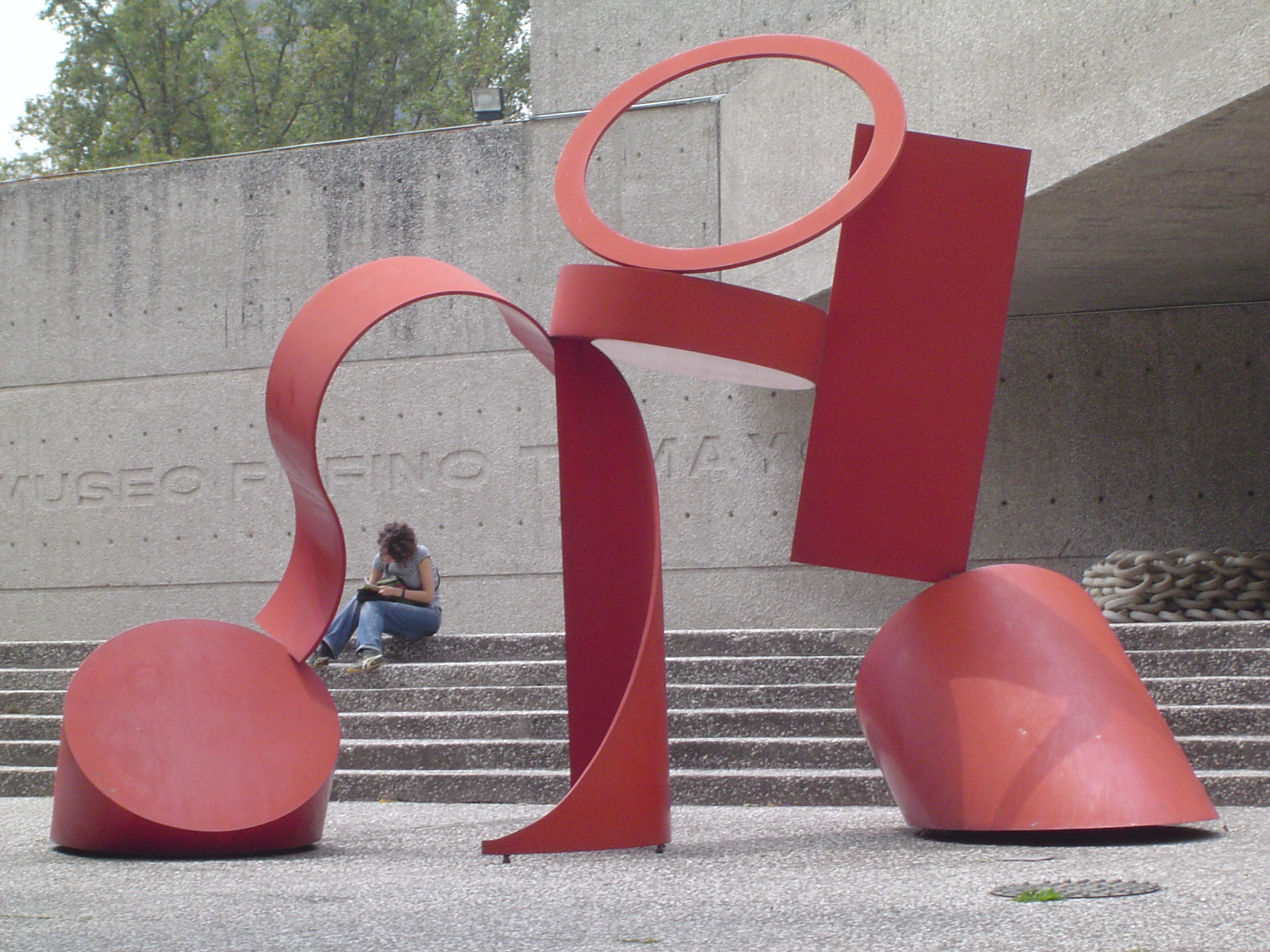
Entrén till Museo Rufino Tamayo i Mexico.

År 1959 återvände Tamayo och hans hustru till Mexiko permanent och Tamayo byggde ett konstmuseum i hemstaden Oaxaca, Museo Rufino Tamayo. Museet för samtida konst, Museo Tamayo de Arte Contemporáneo, som ligger på Mexico City Paseo de la Reforma boulevard där den korsar Chapultepec Park, öppnades 1981 som en förvaringsplats för samlingarna som Tamayo och hans hustru förvärvat under sin livstid, och i slutändan donerat till nationen. Han målade sin sista målning 1990, vid en ålder av 90 år, Luna y Sol (Månen och solen).
Tamayos arbeten har visats på museer över hela världen, bland annat Solomon R. Guggenheim Museum i New York, Phillips Collection i Washington, D.C., Cleveland Museum of Art i Cleveland, Ohio, Neapel Museum of Art i Neapel, Florida och Museo Reina Sofía i Madrid, Spanien.

## Hedersbetygelser
- National Prize for Arts and Sciences in Fine Arts of Mexico, 1964,
- Hedersdoktor vid National University of Mexico, 1978,
- Hedersdoktor vid Fine Arts by the University of Southern California,1985,
- Gold Medal of Merit in the Fine Arts of Spain, 1985,
- Belisario Domínguez Medal of Honor by the Mexican Senate, 1988,
- Grand Officer of the Order of Merit of the Italian Republic, 1989,
- Hedersmedlem vid National College of Mexico, 1991.